# Conashaugh Lakes
 (août 2025).
Conashaugh Lakes est une census-designated place située dans le comté de Pike, dans l’État de Pennsylvanie, aux États-Unis. Lors du recensement de 2020, elle compte 1 425 habitants.